# Mecanisme de moviment alternant

Màquina de vapor estacionària demostrant el moviment alternatiu.

Jou escocès

Motor de pistons lliures Pescara funcionant com a generador de gasos calents per a accionar una turbina.

El mecanisme de moviment alternatiu o de moviment alternant és un moviment repetitiu cap amunt i cap avall o cap endavant i cap enrere. Es troba en una àmplia gamma de mecanismes, incloent motors alternatius i bombes. Els dos moviments oposats que conformen un cicle alternant són anomenats temps del mecanisme. El Moviment alternatiu és clarament visible en les màquines de vapor primitives, (en particular les d'èmbol horitzontal), els motors estacionaris i les locomotores de vapor de cilindre exterior, ja que el cigonyal (en aquest cas - la mateixa roda) i la biela generalment són visibles. Matemàticament, el moviment alternatiu és aproximadament un moviment harmònic simple sinusoidal. Tècnicament, però, el moviment alternatiu produït per la rotació d'un mecanisme de biela-manovella surt una mica del moviment harmònic simple a causa del canvi d'angle de la biela durant el cicle.

## Conversió d'un moviment alternatiu en moviment circular i viceversa
Un mecanisme de moviment alternatiu es pot utilitzar per convertir un moviment alternatiu en moviment circular, o al revés, invertir-lo i convertir un moviment circular en moviment alternatiu.
- Mecanisme de biela-manovella (reversible)
- Mecanisme de jou escocès (reversible)
- Mecanisme d'Otto-Langen (només conversió a circular - no reversible).
- Mecanisme de White
- Mecanisme de Cartwright[1][2]